# Chiesa dei Santi Alberto e Teresa
La chiesa dei Santi Giuseppe e Cristoforo, detta anche chiesa dei Santi Alberto e Teresa, è un luogo di culto cattolico di interesse storico-artistico del centro storico di Napoli, sita in piazza Santa Maria la Nova.

## Storia e descrizione
Il tempio venne fondato nel XVI secolo dopo che Gonzalo Fernández de Córdoba acquistò la cappella dei Santi Giacomo e Cristoforo in Santa Maria la Nova e donò alla confraternita che deteneva la cappella un suolo dove edificare un nuovo edificio religioso. La chiesa fu dedicata ai due santi titolari della cappella, san Giacomo e san Cristoforo, poi dopo che in essa fu trasferita la sede parrocchiale dalla chiesa di San Giuseppe Maggiore fu dedicata ai santi Giuseppe e Cristoforo.
Fu rimaneggiata nelle epoche successive ed in particolare nel XIX secolo, con la ricostruzione della facciata che ingloba il seicentesco finestrone. Quando la parrocchia fu spostata in San Diego all'Ospedaletto, quest'ultima fu definita chiesa (rettoria) dei Santi Giuseppe e Cristoforo.
Perso il titolo parrocchiale, accolse la confraternita di Santa Maria del Carmine e dei Santi Alberto e Teresa (che aveva la propria chiesa a fianco di quella di San Tommaso d'Aquino, entrambe scomparse), motivo per cui è anche identificata come chiesa dei Santi Alberto e Teresa.
La chiesa presenta dei richiami storici ed artistici: la facciata ad esempio è alleggerita da un finestrone centrale e da una lunetta affrescata con una rappresentazione di San Cristoforo; inoltre è caratterizzata da due coppie di lesene composite.
All'interno è presente un affresco del Novecento e la tomba del grammatico Luigi Antonio Zompa, detto il Sidicino.
L'edificio è dirimpettaio alla chiesa di Santa Maria la Nova, da cui trae il nome la piazza.